# Chrząszczew (Wilczynek)
Chrząszczew – część wsi Wilczynek w Polsce położona w województwie mazowieckim, w powiecie żyrardowskim, w gminie Puszcza Mariańska.
W latach 1975–1998 miejscowość administracyjnie należała do województwa skierniewickiego.